# Renessans Kredit
Renessans Kredit (russisch Ренессанс Кредит) ist eine der führenden russischen Banken auf dem Gebiet des Konsumentenkreditgeschäftes. Die Bank wurde 2000 unter dem Namen „Aljans Inwest“ (russisch Альянс Инвест) in Moskau gegründet. Ihre heutige Benennung erhielt die Bank im Jahre 2007.  Heutzutage gehört sie der Gruppe Onexim von Michail Dmitrijewitsch Prochorow an.

## Auszeichnungen
- 2016: „Die beste Kreditkarte des Jahres“[2]